# Rogožarski SIM-X
Rogožarski SIM-X (Рогожарски СИМ-X) là một loại máy bay huấn luyện, thể thao và du lịch của Nam Tư, được thiết kế vào năm 1936.

## Biến thể
Rogozarski SIM-X
Rogozarski SI-GIP
Rogozarski SIM-Xa

## Quốc gia sử dụng
Kingdom of Yugoslavia
- Không quân Hoàng gia Nam Tư

 NDH
- Không quân Nhà nước Độc lập Croatia

## Tính năng kỹ chiến thuật
Dữ liệu lấy từ Станојевић, Д.; Јанић, Ч; (12/1982.). "Животни пут и дело једног великана нашег ваздухопловства - светао пример и узор нараштајима" (in (Serbian)). Машинство (YU-Београд: Савез инжењера и техничара Југославије) 31: 1867 - 1876.
Đặc tính tổng quan
- Kíp lái: 2
- Chiều dài: 6,96 m (22 ft 10 in)
- Sải cánh: 10,00 m (32 ft 10 in)
- Chiều cao: 2,70 m (8 ft 10 in)
- Diện tích cánh: 18,50 m2 (199,1 foot vuông)
- Trọng lượng rỗng: 543 kg (1.197 lb)
- Trọng lượng có tải: 785 kg (1.731 lb)
- Động cơ: 1 × Walter NZR , 89 kW (120 hp)
- Cánh quạt: 2-lá

Hiệu suất bay
- Vận tốc cực đại: 202 km/h (126 mph; 109 kn)
- Vận tốc hành trình: 168 km/h (104 mph; 91 kn)
- Vận tốc có thể điều khiển nhỏ nhất: 72 km/h (45 mph; 39 kn)
- Tầm bay: 560 km (348 mi; 302 nmi)
- Trần bay: 5.500 m (18.045 ft)
- Vận tốc lên cao: 4,17 m/s (821 ft/min)